# Antonina Miliukova
Antonina Ivánovna Chaikóvskaya (del ruso: Антонина Ивановна Чайковская); (Imperio Ruso; 1848 - San Petersburgo; 1917) de soltera Miliukova (en ruso: Милюкова) fue la mujer, y tras 1893, la viuda del compositor ruso Piotr Ilich Chaikovski.

## Primeros años
Poco se sabe de Antonina antes de conocer a Chaikovski. Su familia residía en Moscú. Pertenecían a la nobleza local, pero vivían en la pobreza. La familia era además muy problemática. Chaikovski nos dice al respecto en una carta que escribió a su hermana Aleksandra Davýdova durante su luna de miel:

Después de tres días con ellos en el país, empiezo a ver que todo lo que no puedo soportar de mi esposa se deriva desde el principio de su extraña familia, donde la madre siempre estaba discutiendo con el padre, y ahora, después de su muerte, no duda en calumniar su memoria en todas las maneras posibles. Es una familia en que la madre odia (!!!) algunos de sus propios hijos, en que las hermanas están constantemente peleando, en la que el único hijo ha reñido con su madre y todas sus hermanas, etc, etc.

En otra carta dirigida a su patrona Nadezhda von Meck, añadió que, en compañía de sus suegros «casi todos se llevaban a matar unos con otros [...] Me resulta difícil de expresar [...] lo que un grado terribles sufrimientos morales eran mi alcance».
Antonina conoció a Chaikovski en 1865 en la casa de Moscú de una amiga común, Anastasia Jvostova, una cantante muy conocida. Su íntimo amigo Alekséi Apujtin estaba viviendo con ella, y el hermano de Anastasia, Nikolái, había sido un compañero de clase del hermano de Chaikovski, Modest, en la Escuela Imperial de Jurisprudencia. Antonina tenía 16 años en esa época; Chaikovski tenía 25 años. Él no la recordaba de esta reunión. Ella, por otra parte, habría mantenido una amor secreto por él a partir de ese momento.
Según se dice, dejó de trabajar como costurera profesional para estudiar música en la Conservatorio de Moscú, donde Chaikovski fue uno de sus profesores. Finalmente, tuvo que abandonar sus estudios en esa institución, probablemente como consecuencia de problemas financieros. Le escribió a Chaikovski, al menos en dos ocasiones en 1877, dos años después de haber dejado la escuela. En ese momento ella tenía 28.
El director cine y de teatro ruso Kiril Serébrennikov dirigió la película La mujer de Chaikovski que fue estrenada en el Festival de Cannes de 2022.